# Тутуров, Юрий Филиппович
Юрий Филиппович Тутуров (1928 — ?) — советский учёный-ядерщик, доктор физико-математических наук, профессор, лауреат Сталинской премии 1953 года.
В 1950 году окончил Ленинградский электротехнический институт имени В. И. Ленина, электрофизический факультет (первый выпуск), ученик профессора Сергея Яковлевича Соколова.
С 1950 г. работал в Гидротехнической лаборатории Лаборатории измерительных приборов АН СССР (Дубна) (с 08.01.1953 Гидротехническая лаборатория Первого главного управления при Совете Министров СССР, будущий ОИЯИ).
В августе 1955 года переведён на Урал в новый институт — НИИ-1011 (ВНИИ технической физики), г. Снежинск Челябинской области, где работал до 1972 года.
В 1962 году защитил кандидатскую диссертацию.
С 1972 по 1991 г. зам. директора по научной работе НИИ приборов (НИИП, пос. Лыткарино Московской области).
Доктор физико-математических наук. Профессор.
Сталинская премия — за ядерно-физические исследования, связанные с разработкой и испытанием изделия РДС-6с (Сталинские премии по Постановлению СМ СССР № 3044-1304сс от 31 декабря 1953 года).
Сочинения:
- Длительная прочность электротехнической керамики при малом флюенсе / Ю. Б. Зверев, В. И. Пономарев, Н. С. Костюков, Ю. Ф. Тутуров // Атомная энергия. — 1980. — Т. 49, вып. 3. — С. 1973—1976.
- Афанасьев В. Н., Тутуров Ю. Ф. Филимончева П. Н. Инжекционный отжиг диодов на основе Ge после облучения быстрыми нейтронами. // Изв. АН СССР «Неорган, материалы»,- 1974,- т. 10.- № 11.- С. 1926—1932.
- Зубов В. В., Зысин ЮА., Тутуров Ю. Ф., Хохряков В. Ф., Высокомолекулярные соединения т.14, № 12, с.2634-2639 (1972).